# Песчаное (Тюменская область)
Песчаное — деревня в Казанском районе Тюменской области. Входит в составе Огнёвского сельского поселения.

## Климат
Климат континентальный с холодной продолжительной зимой и тёплым относительно коротким летом. Средняя температура воздуха самого холодного месяца (января) — −18 °C (абсолютный минимум — −45 °C). В летние месяцы температура может повышаться до 40 °C. Безморозный период длится в среднем 115—125 дней. Среднегодовое количество атмосферных осадков составляет 350 мм, из которых большая часть выпадает в тёплый период.

## История
До 1917 года входила в состав Ларихинской волости Ишимского уезда Тюменской губернии. По данным на 1926 год деревня Неживова состояла из 124 хозяйств. В административном отношении являлась центром Неживовского сельсовета Ларихинского района Ишимского округа Уральской области.
В 1962 году указом Президиума Верховного Совета РСФСР село Неживое переименовано в село Песчаное.

## Население
| 2010 |
| ---- |
| 415  |

По данным переписи 1926 года в деревне проживало 625 человек (291 мужчина и 334 женщины), в том числе: русские составляли 100 % населения.
Согласно результатам переписи 2002 года, в национальной структуре населения русские составляли 81 % из 444 чел.